# Neier
Neier ist ein deutscher Familienname.

## Namensträger
- Aryeh Neier (* 1937), US-amerikanischer Menschenrechtsaktivist
- Elisabeth Neier (* 1953), österreichische Ärztin